# ستيفان شاربونييه
ستيفان تشاربونيير (بالفرنسية: Stéphane Charbonnier)‏ (مواليد 21 أغسطس 1967 - الوفاة 07 يناير 2015) ويُعرف بـ «شارب» وهو رسام كاريكاتير وصحافي فرنسي. اشتهر بعمله كصحفي في مجلة شارلي إبدو حيث أصبح محرراً فيها سنة 2009. وكان معروفاً بالرسوم الكاريكاتورية المثيرة للجدل. قُتل شارب في 7 يناير 2015 بعد الهجوم على صحيفة شارلي إبدو في باريس.

## نشأته وتعليمه
ولد ستيفان شاربونييهفي كونفلان سانت هونورين في 21 أغسطس ١٩٦٧ ونشأ في بونتواز. كان والده يعمل فنياً في مصلحة البريد والاتصالات الفرنسية، وأم كانت تعمل سكرتيرة. تلقى تعليمه المدرسي في في كلية اللوفراي، في بونتواز، ونشر رسوماته الأولى في صحيفة المدرسة اليومية "كوز توجور" (بالفرنسية: Cause toujours)‏. التحق بعد ذلك بمدرسة كميل بيسارو الثانوية حيث حصل على شهادة بكالوريا A2 في عام 1987.
اكتشفت موهبة ستيفان في الرسم في المدرسة ونشر رسوماته الأولى في سن الرابعة عشرة في صحيفة إيكو دي كوليجيان (بالفرنسية: Echo des collégiens)‏، وواصل الرسم أثناء دراسته في ثانوية كاميل بيسارو.
كذلك تلقى شاربونييه تدريبًا داخليًا في صحيفة غازيت دو فال دواز (بالفرنسية: Gazette du Val-d'Oise)‏)، ورسم لمجلة السينما "الفن والتجربة" التي تصدرها شبكة دور سينما "يوتوبيا"، وعمل في مجلة أخبار فال دواز (بالفرنسية: Les Nouvelles du Val-d'Oise)‏ الشهرية، كما بدأ في دورات شهادة تقني عليا في الإعلان تركها لاحقاً ليتفرغ للرسم. بدأ شاربونييه باستخدام الاسم المستعار "شارب" (بالفرنسية: CHARB)‏ في رسوماته في مجلة المدرسية كوز توجور الآنفة الذكر، ومجلة كانيكول (بالفرنسية: Canicule)‏، وفي أعمال صغيرة متفرقة.

## مسيرته المهنية في فن الكاريكاتير
في عام 1987، رأى المخرج والصحفي جان بيير بودين على شاشة التلفزيون في مقاعد جمهور برنامج "جق الرد" (بالفرنسية: roit de réponse)‏ شابا يرسم على يافطات من ورق مقوى ويرفعها أمام الكاميرات، فتواصل مع إدارة البرنامج التي عرفته إلى شاب، الذي كان في ثانوية بونتواز الثانوية، ولعدة سنوات بعد ذلك قدم شاب الرسوم التوضيحية للمجلات الرياضية تانجانت (بالفرنسية: Tangente)‏ وكوادراتور (بالفرنسية: Quadrature)‏.
عمل في عام 1991 في المجلة الأسبوعية الساخرة لا غروس بيرتا (بالفرنسية: La Grosse Bertha)‏ التي أسسها جان سيريل جودفروي خلال فترة حرب الخليج، وفي العام التالي لحق بفيليب فال وجان كابو اللذين غادرا المجلة لإعادة إطلاق أسبوعية شارلي إبدو ، التي أصبح له فيها عمود ثابت بعنوان "شارب لا يحب الناس» (بالفرنسية: Charb n'aime pas les gens)‏. في عام 1995، وبمناسبة إطلاق صحيفة مون كوتيديان (بالفرنسية: Mon quotidien)‏ ابتكر شارب شخصيتي كوتيّون ورونيون (بالفرنسية: Quotillon et Rognons)‏ الذين أصبحا أيقونة الصحيفة، وظل لأربعة سنوات رسام الصحيفة إلى ان سلّم الوظيفة إلى الرسام بيرت. كما نشر شارب في الكثير من الصحف والمجلات، منها إيكو دي لا سافان (بالفرنسية: L'Écho des savanes)‏، وتيليراما (بالفرنسية: Télérama)‏، وصحيفة الحزب الشيوعي الفرنسي "الإنسانية" (بالفرنسية: L'Humanité)‏، كما كتب عمودا شهريا بعنوان "فتوى آية الله شارب" في مجلة فلويد غلاسيال (بالفرنسية: Fluide glacial)‏.
تعاون ابتداء من سبتمبر 2005 مع عالم الاجتماع المناهض لليبرالية فيليب كوركوف (الذي كان قد استقال من شارلي إيبدو في ديسمبر 2004) في عمود على موقع لو زيبر (بالفرنسية: Le Zèbre)‏ محتوان رواية بعنوان "فيل الأسود"، ثم "فيل الأسود والأزرق". في عام 2007، وشارك عام 2008في البرنامج التلفزيوني "امنع الجميع من النوم" لمارك أوليفييه فوجيل على قناة M6، مصمما للديكور. وهو واحد من رسامي الكاريكاتير الذين وجهت إليهم الدعوة لتقديم رسومات فكاهية في طبعة 2011 من معجم لاروس الصغير.
كما نشر عدة كتب وكتيبات ضمت شخصياته التي كان أبرزها مارسيل كيف، وموريس وباتابون.

### مديرا لتحريرشارلي إيبدو
في عام 2009 خلف شارب فيليب فال في رئاسة تحرير شارلي إيبدو ، وحافظ على الخط التحريري للأسبوعية. وفي عام 2012، تلقى تهديدات بالقتل بعد رسوم كاريكاتورية اعتبرت مسيئة للنبي محمد، ووضع تحت حماية الشرطة. وقد صرح شاب تعليقا على ذلك:
قد يكون ما سأقوله مبالغًا فيه بعض الشيء، لكنني أفضل أن أموت واقفًا على قدمي على العيش راكعا على ركبتي.
في عام 2012، التقى شارب وأعضاء آخرون في شارلي إيبدو بجماعة فيمن وعبروا عن تضامنهم معها، وخصص لهم الصفحة الأولى صحيفة شارلي في واحد من أعداد مارس 2013 .
وفي عام 2013 أدرجت مجلة " إنسباير " الإلكترونية التي يصدرها تنظيم القاعدة في جزيرة العرب اسمه ضمن قائمة المطلوبين بتهمة "الجرائم ضد الإسلام".

## اغتياله
في 7 يناير 2015 كان شارب على رأس المستهدفين فيالهجوم على صحيفة شارلي هيبدو، حيث اقتحم المنفذان مقر الصحيفة في وقت انعقاد جلسة التحرير، ونادوا عليه بالاسم وأطلقوا عليه الرصاص، قبل أن يواصلوا إطلاق النار على باقي الموجودين. ودفن شارب في 16 يناير في مقبرة بونتواز.
في 31 ديسمبر 2015، حصل على شارة فارس من وسام جوقة الشرف بعد وفاته. دفن في مقبرة بونتواز.

## مواقفه السياسية
كان شارب من مؤيدي الحزب الشيوعي الفرنسي، ودعم حملاته فيالانتخابات الأوروبية عام 2009، والانتخابات الإقليمية الفرنسية عام 2010، كما دعم جبهة اليسار.
في نوفمبر 2011، أعلن تأييده اليساري جان لوك ميلينشون في الانتخابات الرئاسية لعام 2012 

## حياته الخاصة
كان شارب قبيل اغتياله على علاقة بالمحامية الفرنسية جانيت بوغراب،التي قدمت نفسها على أنها رفيقته، وفي حين نفى شقيقه رسميا اي علاقة ملتزمة بينهما، أكدت هذه العلاقة الحلقة الأضيق من أصدقاء الطرفين، مثل المقدم الإذاعي إيريك جان جان على تويتر، أو كما أشارت الكاتبة كارولين فورست مباشرة على قناة فرانس إنتر في حلقة تناولت شارب. كما كانت والدة شارب حاضرة في جنازة والدة جانيت بوغراب في يونيو 2015.

## وصلات خارجية
- ستيفان شاربونييه على موقع IMDb (الإنجليزية)
- ستيفان شاربونييه على موقع ألو سيني (الفرنسية)
- ستيفان شاربونييه على موقع ميوزك برينز (الإنجليزية)
- ستيفان شاربونييه على موقع ديسكوغز (الإنجليزية)
- ستيفان شاربونييه على موقع قاعدة بيانات الفيلم (الإنجليزية)
- ستيفان شاربونييه على موقع كينوبويسك (الروسية)